# Edward Clug
Edward Clug (* 1973 in Beiuș, Rumänien) ist ein rumänischer Tänzer, Choreograf und langjähriger Ballettdirektor in Maribor in Slowenien.

## Leben und Karriere
Sein Vater ist Geologe, seine Mutter Geophysikerin. Schon 1983, als Zehnjähriger, hat Clug in der Nationalen Ballettschule Rumäniens in Cluj-Napoca seine Tanz-Ausbildung begonnen, die er 1991 dort abschloss. Sein erstes Engagement hatte er beim Ballett im Maribor in Slowenien, wo er noch heute tätig ist.
Am Ballett in Zagreb war er zu Beginn seiner Karriere als Gasttänzer engagiert.
In Maribor war zu dieser Zeit der slowenische Avantgarde-Theaterregisseur Tomaž Pandur tätig. Clug wirkte als Tänzer in dessen Stücken mit. Auf Bitten von Pandur übernahm Klug die Choreografie für die Performance Babylon, die 1996 uraufgeführt wurde. Mit dieser Erfahrung entwickelte Clug 1998 die Choreografie zu Tango. Dabei arbeitete er erstmals mit dem Kostümbildner Leo Kulaš und dem Bühnenbildner Marko Japelj zusammen. Beim Stück Prêt-a-Porter kam 2008 der Komponist Milko Lazar hinzu. In dieser Konstellation arbeiten die vier Künstler seitdem oft miteinander.
Clug choreografierte inzwischen mehrfach als Gast bei Balletten auch im deutschsprachigen Raum, so in Zürich, Stuttgart, Wien, München, ab Herbst 2025 in Dortmund. Mit seiner Ballettgruppe aus Maribor ist er weiterhin international unterwegs, u. a. mit seiner Fassung von Peer Gynt, die auch andere Musikstücke von Edward Grieg verwendet. Bei einzelnen Stücken tritt er auch selbst auf der Bühne auf, so bei Peer Gynt als Der Tod.

## Von Clug gespielte Rollen
- 1995 Mercutio in Prokofjews Romeo und Julia, Maribor.
- 1998 in Giuseppe Verdi: Aida, bei Giampaolo Zennaro, Maribor
- 1999 Escamillo in der Fassung von Rodion Konstantinovič Ščedrin von Georges Bizets Carmen bei Valerij Kovtun, Maribor
- 2000 Kras in Aram Hačaturjans Spartak, bei Viktor Litvinov, Maribor.
- 2003: Die goldene Gottheit in Ludwig Minkus Bajadera, Maribor.
- 2004 Yorgos in Mikis Theodorakis Zorbas der Grieche, unter Lorca Massine, Maribor
- 2005 Der Hofnarr in Tschaikowskis Der Nussknacker Maribor

## Leitung des Balletts in Maribor
Seit 2003 ist Clug künstlerischer Leiter des Balletts, ernannt vom damals neuen Generaldirektor des Slowenischen Nationaltheaters, Danilo Rošker. Clug führte die Maribor Ballettkompanie in eine „neue, unverkennbare zeitgenössische Richtung“ und zu internationalem Ansehen.
Mit Radio & Juliet nach der Musik der britischen Popgruppe Radiohead und einer Geschichte in gedanklicher Weiterführung von Romeo und Julia hatte Clug seit 2005 großen Erfolg. Er wurde nachfolgend wegen seines eigenwilligen choreografischen Stils auch international beachtet. Das Ballett Maribor nahm seitdem mit diesem und anderen Stücken international an vielen großen Theaterfestivals teil (Auswahl):
- in den USA beim Jacob's Pillow Dance Festival in den Berkshires und beim Festival of Firsts in Pittsburgh,
- in Sankt Petersburg in Russland beim The Stars of the White Night Festival im Mariinski-Theater und dem Dance Open Festival,
- beim Arts Festival in Singapur,
- beim Biarritz Festival in Frankreich,
- dem O Boticario di Danza in Brasilien,
- beim Tanzfestival in Tel Aviv,
- dem Sintra Festival in Portugal,
- dem Festival Des Arts von Saint-Sauveur in Kanada,
- dem Seoul International Dance Festival in Südkorea.

In der Folge arbeitet Clug mit Ballettkompanien auf der ganzen Welt zusammen, im deutschsprachigen Raum u. a. mehrfach mit dem Stuttgarter Ballett und dem in Zürich, dem Wiener Staatsballett, dem Aalto-Theater Essen, in Dortmund, Graz, im Theater am Gärtnerplatz in München, dem Ballett Augsburg und dem Hessischen Staatsballett Wiesbaden.
Weltweit hat Clug mit dem Nederlands Dans Theater (DT1 und DT2) in Den Haag gearbeitet, der Station Zuid Company, Tilburg, dem königlichen Ballett von Flandern in Antwerpen, dem Nationalballett Lissabon, dem Grand Ballets Canadiens Montreal, dem Westaustralischen Ballett in Perth, dem Bolschoi Ballett Moskau, dem Staatsballett Novosibirsk, den kroatischen Nationalballetts in Zagreb und Rijeka, dem Nationalballett in Bukarest, dem Nationalballett in Prag, der Bitef Dance Company Belgrad und dem Ukrainischen Nationalballett Kiew.
Im Herbst 2025 ist Edward Clug als Artist in Residence beim Ballett Dortmund tätig, dort ist unter anderem eine Inszenierung von Carl Orffs Carmina Burana geplant.

## Stücke als Choreograf (Auswahl)
- 1996 Choreografie zu Babylon, Maribor, Performance in der Regie von Tomaž Pandur
- 1998 Tango, Maribor, seitdem häufige Zusammenarbeit mit Kostümbildner Leo Kulaš und Bühnenbildner Marko Japelj
- 2002 Lacrimas, Maribor[3]
- 2005 Radio & Juliet 2005, Maribor, zu Musik von Radiohead, Aufführung geplant im Herbst 2025 in Dortmund
- 2006 Architecture of Silence, Maribor und Ljubljana
- 2008 Prêt-a-Porter, Maribor, erstmals mit dem Komponisten Milko Lazar
- 2008 Four Reasons, Theater Camões, Lissabon, auch in Zagreb, Kroatien, Musik Milko Lazar
- 2009 Pocket concerto, Stuttgarter Ballett, Musik Milko Lazar
- 2010 Quattro, Michailowski-Theater, Sankt Petersburg
- 2010 Watching others, Maribor
- 2012 Ssss...,  Stuttgart
- 2012 eigene Fassung von Le Sacre du printemps, Maribor, 2016 in Zürich, Musik Igor Strawinsky
- 2013 Hill Harper’s Dream, Zürich, 2018 in Maribor
- 2013 Les Noces, Königliches Ballett von Flandern, Antwerpen, Musik Igor Strawinsky
- 2014 No Men's Land, Stuttgart
- 2015 eigene Fassung von Peer Gynt, Maribor, 2018 Wien. Musik von Edward Grieg, u. a. aus der Peer-Gynt-Suite, dem Klavierkonzert a-moll, Opus 16. Aufführungen u. a. in Dortmund, München, Zürich, Hannover und Ludwigshafen
- 2015 Chamber Minds, Zürich, zu Milko Lazars Ballettsuite für Violine und Cembalo von 2014[4]
- 2016 Handman, Nederlands Dans Theater 2, Den Haag, 2017 für den russischen Benois de la Danse nominiert
- 2018 Faust nach J.W. Goethe, Ballett Zürich, 2018, auch 2022 in Leipzig[5], Musik von Milko Lazar
- 2018 Petruschka, Bolschoi Theater, Moskau
- 2018 Sleeping Beauty Dreams, Miami
- 2019 Patterns in 3/4, Stuttgarter Ballett
- 2021 Der Meister und Margarita, nach Michail Bulgakow für das Bolschoi Ballett in Moskau. Musik von Alfred Schnittke und Milko Lazar[6]
- 2022 Nussknacker für das Stuttgarter Ballett,[7] Musik von Peter Tschaikowsky, nach der Vorlage von E.T.A. Hoffmann
- 2023 Coppélia, für das Ballett Basel[8] Musik von Léo Delibes und Milko Lazar
- 2025 Ein Sommernachtstraum, 2025 am Staatsballett Berlin,[9] Musik von Milko Lazar
- 2025 in Dortmund geplant: Carmina Burana, Musik von Carl Orff.

## Mitwirkung an Theaterstücken
Edward Clug hat auch mit Theaterregisseuren zusammengearbeitet. Neben Tomaž Pandur, mit dem er 1996 seine Karriere als Choreograf in Maribor begann, arbeitete er auch mit Haris Pašović, dem Gründer der East West Theatre Company. Zusammen schufen sie zwei Stücke: Europe Today und Roses for Anne Teresa/Football Stories. Bei Europe Today war er sowohl Choreograf als auch Schauspieler. Bei Roses for Anne Teresa/Football Stories choreografierte er und war Co-Autor.

## Einordnung und Rezeption
Das Staatsballett Berlin bewertet ihn als eine wichtige choreografische Stimme seiner Generation.
- „Der choreografische Modernist Edward Clug … in seinen abstrakten Arbeiten eine Art Mondrian der Tanzwelt“ (Vesna Mlakar)
- „Unter den zeitgenössischen Choreografen ist er einer der gefragtesten und wohl einer der humorvollsten.“[11]

## Zitate aus Kritiken
- „Clug schafft es mit seiner einfallsreichen theatralischen Tanzsprache auch, Ironie und Satire einfliessen zu lassen, an manchen Stellen durfte man schmunzeln, so etwa, wenn er Peer in einen dieser ruckelnden Münz-Flieger einsteigen liess, wie wir sie als Kinder vor den Eingängen der Supermärkte vorfanden. Nur schon mit dieser kleinen Episode zeigte er, wie schwer es dem in der präödipalen Phase steckengebliebenen Peer fällt, erwachsen zu werden.“[12]
- „Edward Clug, der Ballettdirektor des slowenischen Nationaltheaters Maribor, choreografiert sehr bildhaft, um nicht zu sagen: skulptural. Die Körperspannung der Tänzer und Tänzerinnen ist bis in die Fingerspitzen spürbar. Oft sind die Arme durchgestreckt. ...Es gibt immer wieder solche „Lockerungsübungen“, um die Geschichte am Laufen zu halten und ganz nebenbei den erwünschten Schmunzeleffekt zu erzeugen. Hier ist zunächst ein Surfbrett, um das offenbar zwischen Theseus und Hippolyta gestritten wird. Bei den Handwerkern ist es später eine mobile Massageliege, die sozusagen zum Objekt der Komik wird“[13]
- „Die Choreographie bindet ein gewisses Maß an Roboter-Elementen ein, doch sie ist unverkennbar als Clugs Werk auszumachen: das menschliche Gelenk ist der Spielplatz des Choreographen; die mechanischen (oder digitalen) Ellbogen, Knie und Schultern die Werkzeuge seiner Zunft.“[14]
- „Clugs Choreografie ist erzählerisch dichtes, poetisches und tiefgründiges Tanztheater - bleibt aber nicht im Pantomimischen stecken. Er fordert von den Tänzerinnen und Tänzern ein reichhaltiges Bewegungsvokabular, findet zu sehr schönen, einfallsreichen Gruppentänzen“[15]

## Auszeichnungen und Nominierungen
- 1997 für die Choreografie beim slowenischen Ballettwettbewerb,
- 1998 beim Wettbewerb in Varna und Nagaoka,
- 1999 erhielt er den Preis der Vereinigung der Ballettkünstler Sloweniens,
- 2005 ausgezeichnet mit dem Preis der Prešeren-Stiftung, Slowenien, für das originelle Tanzprojekt Lacrimas – Tränen
- 2008 mit der Glazer Charter, Slowenien
- 2010 nominiert mit Quattro für den Golden Mask Award
- 2016 den Pia und Pina Mlakar Preis
- 2017 nominiert mit Handman für den russischen Prix Benois de la Danse, mit dem Nederlandse Dance Theatre 2
- 2019 mit Patterns in 3/4 nominiert für den deutschen Theaterpreis „Der Faust“
- 2021 für den Citizen of Europe Award
- 2022 für seine Verdienste um die Kultur: Silberner Verdienstorden des Staates Slowenien
- Medaille für kulturelle Verdienste von Rumänien

Er erhielt internationale Preise bei Ballett- und Tanzwettbewerben in Varna, 2001 in Moskau, 2002 in Nagoya, 2003 in Hannover, in Belgrad und Sarajevo.